# Conjuntura crítica
Conjunturas críticas são mudanças grandes, rápidas e descontínuas com efeitos de longo prazo, considerados pontos de inflexão que alteram o curso da evolução de alguma entidade ou instituição (por exemplo, uma sociedade, uma organização, um território, uma política pública). 
Segundo Collier e Munck, uma conjuntura crítica é definida como:
1. Um episódio importante de inovação institucional.
2. Que ocorre de maneiras distintas (seja em comparação entre casos ou em relação a alternativas contrafactuais em um único caso).
3. E que gera um legado duradouro.

Deve-se atentar que nem todos os episódios de inovação institucional são conjunturas críticas. O foco está naqueles que deixam um legado persistente. O objetivo dessa perspectiva é esclarecer as afirmações analíticas em explicações sobre a dinâmica particular de mudança ou descontinuidade numa trajetória, seguida por continuidade.

## Contexto e teoria
A perspectiva de conjuntura crítica busca trazer rigor metodológico ao estudo de questões de pesquisa histórica de larga escala e grande amplitude temporal, buscando colaborar com a explicação sobre trajetórias de mudança política e social nas quais grandes episódios de inovação são seguidos pelo surgimento de instituições duradouras.
Assim, a teoria da conjuntura crítica concentra-se na compreensão dos momentos de mudança e no efeito causal de longo prazo ou legado histórico dessas mudanças.  Nesse sentido, a teoria da conjuntura crítica busca explicar tanto (i) a origem histórica e a manutenção da ordem social, quanto (ii) a ocorrência de mudanças sociais por meio de saltos repentinos e significativos.
A teoria da conjuntura crítica não é uma teoria geral da ordem e da mudança social. Ela enfatiza um tipo de causa (envolvendo uma mudança grande e descontínua) e um tipo de efeito (um efeito persistente). 
A pesquisa sobre conjunturas críticas faz parte de uma agenda mais ampla das Ciências Sociais que se concentra na temporalidade e desafia alguns pressupostos comuns em muitas abordagens e teorias. Primeiramente, a ideia de que algumas mudanças são descontínuas configura-se como uma alternativa a teorias "continuistas" ou "sinequistas", que pressupõem que a mudança é sempre gradual ou que natura non facit saltus – latim para "a natureza não dá saltos". Em segundo lugar, a ideia de que tais mudanças descontínuas têm um impacto a longo prazo se contrapõe a explicações "presentistas", ao presentismo ou curto-prazismo, que consideram apenas o possível efeito causal de fatores temporalmente próximos, ou seja, a suposição de que os padrões do mundo atual só podem ser explicados por causas do passado recente.
Essa agenda é promovida em amplos campos de pesquisa que foram identificados pelos rótulos de (i) pesquisa histórica comparada, uma tradição lançada na década de 1960 que une Sociologia, Ciência Política e História; (ii) institucionalismo histórico, uma tradição mais recente iniciada na década de 1990 e baseada amplamente na Ciência Política; e (iii) a nova economia institucional, uma abordagem da Economia que alcançou destaque em todas as Ciências Sociais na década de 1990. Assim, a perspectiva sobre conjunturas críticas e muitas de suas ideias e métodos são compartilhados por um campo amplo de áreas disciplinares.
A investigação sobre conjunturas, momentos ou situações críticas também faz parte de uma “virada histórica” mais ampla nas Ciências Sociais. Essa tradição de pesquisa se preocupa com questões substantivas sobre uma ampla gama de tópicos, como a formação de Estados, regimes políticos e democracia, sistemas partidários, políticas públicas, desempenho governamental, desenvolvimento econômico e normas culturais.

## Principais elementos
Os trabalhos sobre o tema detalham a estrutura de conjuntura crítica em várias etapas ou "blocos de construção", que levam à compreensão de como essas conjunturas surgem e quais são suas consequências. Os principais elementos, conforme descritos, são:

### 1. Condições Anteriores
Este elemento refere-se às diversas características da economia, sociedade e política que existem antes da conjuntura crítica.
"As condições antecedentes abrangem diversas características da economia, sociedade e política que definem os parâmetros para mudanças subsequentes.(p.4)"
Essas condições podem incluir o legado de conjunturas críticas anteriores, como a estrutura do sistema partidário ou configurações territoriais.
São uma fonte importante de hipóteses rivais para explicar os resultados que poderiam ser atribuídos à conjuntura crítica subsequente. O debate sobre "antecedentes críticos" discute como eles podem moldar fortemente as formas distintas assumidas pela conjuntura crítica, desafiando a ideia de que a conjuntura em si é puramente contingente.

### 2. Clivagem ou Choque
As conjunturas críticas são frequentemente vistas como emergindo de uma clivagem social ou política fundamental. As clivagens clássicas de Lipset e Rokkan(centro-periferia, igreja-estado, terra-indústria, proprietário-trabalhador) são alguns exemplos.
"Os momentos críticos são rotineiramente vistos como resultado de uma clivagem social ou política fundamental...(p.5)"
Em alguns casos, o evento precipitador pode ser mais bem descrito como um choque externo, como a crise da dívida dos anos 1980 na América Latina ou o ataque de 11 de setembro de 2001 nos Estados Unidos. Contudo, existem casos em que o evento precipitador é resultado de dinâmicas endógenas, internas ao processo político e social analisado.
É crucial não confundir a clivagem ou o choque com a própria conjuntura crítica. A conjuntura crítica é o episódio de inovação institucional que pode ser desencadeado por uma clivagem ou choque, mas não é o mesmo evento. Além disso, ressalta-se que clivagens e choques dramáticos não necessariamente produzem uma conjuntura crítica.

### 3. Conjuntura Crítica
Este é o elemento central, o "episódio importante de inovação institucional".
"Conjunturas críticas são episódios importantes de mudança em nível macro que produzem legados duradouros.(p.13)"
Conforme a definição, ocorre de maneiras distintas em diferentes casos, o que pode gerar desafios metodológicos para estabelecer a equivalência entre episódios históricos diversos. Por exemplo, a crise da dívida dos anos 1980 na América Latina pode ser considerado um choque que gerou conjunturas críticas com resultados distintos em diferentes países da região a partir de suas instituições, legados anteriores e dinâmicas específicas de relações entre atores. 
A inovação pode ser "sinóptica" (concentrada e rápida) ou "incremental" (ocorrendo em etapas menores ao longo do tempo). Nota-se que, embora a estrutura se concentre mais na mudança sinóptica, a mudança incremental também abre possibilidades para pesquisa.
Um debate importante em torno da conjuntura crítica é a tensão entre contingência (incerteza de resultados, liberdade de escolha dos atores) e determinismo (resultados mais previsíveis). Alguns veem a contingência como uma característica definidora da conjuntura crítica, enquanto outros enfatizam a influência de condições anteriores ou mecanismos mais determinísticos.

### 4. Consequências e Mecanismos de Produção
Este elemento descreve as etapas que ocorrem entre a conjuntura crítica e o legado. O legado nem sempre emerge diretamente da conjuntura; pode haver passos intermediários importantes responsáveis por definir os legados e mecanismos de sua produção.
"O legado muitas vezes não surge diretamente da conjuntura crítica. Em vez disso, observamos etapas que ocorrem no meio e são importantes para moldar o legado (p.6)."
Pode envolver sequências reativas complexas, como "reações e contrarreações" ou "sequências reativas", onde movimentos em uma direção são seguidos por movimentos em direções opostas antes que o legado se estabilize.
Conceitos como "retornos crescentes" (increasing returns) são relevantes aqui, pois explicam o processo pelo qual padrões se tornam "aprisionados" (locked in) e dependentes da trajetória (path dependent).
A análise desses mecanismos levanta a questão da retrospectiva necessária para saber quando uma sequência reativa foi concluída e o legado se estabeleceu.

### 5. Legado
Este é o resultado final da conjuntura crítica: uma herança institucional duradoura e estável que persiste por um período substancial.
"O legado é uma herança institucional duradoura e autoperpetuante da conjuntura crítica, que persiste e se mantém estável por um período substancial. Se um legado nesse sentido não surgir, o episódio anterior não será considerado uma conjuntura crítica.(p.6)"
A estabilidade do legado é sustentada por "mecanismos de reprodução", que são fatores que geram um resultado autorreforçador ao longo do tempo. Conceitos como "estrutura causal autorreplicante", "congelamento" (freezing), "dependência de trajetória" (path dependence), "aprisionamento" (lock-in) e "viscosidade" (stickiness) são usados para descrever esses mecanismos.
É fundamental distinguir o legado de "causas constantes", que são hipóteses rivais. Uma causa constante opera de forma contínua e pode gerar continuidade ou estabilidade, mas essa estabilidade não é um resultado da dinâmica específica da conjuntura crítica seguida por mecanismos de reprodução.
Debates sobre o legado incluem: quanto tempo é necessário para que um legado seja considerado "duradouro" (a questão da retrospectiva); se a instabilidade crônica pode ser interpretada como um legado estável (como no exemplo da Argentina); e a tensão contínua entre contingência e determinismo na operação dos mecanismos de reprodução.

### Uma síntese
Os cientistas políticos Ruth Berins Collier e David Collier, em Moldando a Arena Política (1991), forneceram uma síntese de muitas ideias introduzidas entre as décadas de 1960 e 1990, na forma do seguinte "modelo de cinco etapas":
Condições Antecedentes ––> Clivagem ou Choque ––> Conjuntura Crítica––> Consequências ––> Legado
Einar Berntzen (2020) aponta que estes conceitos-chave foram definidos da seguinte forma:
- (1) "Condições antecedentes são diversas condições socioeconômicas e políticas anteriores ao início da conjuntura crítica que constituem a base para mudanças subsequentes."
- (2) "Clivagens, choques ou crises são gatilhos de conjunturas críticas."
- (3) "Conjunturas críticas são episódios importantes de mudança ou inovação institucional."
- (4) "As consequências são o período durante o qual o legado toma forma."
- (5) "O legado é uma herança institucional duradoura e auto-reforçada da conjuntura crítica que permanece em vigor e é estável por um período considerável."

"Com essa formulação, as condições históricas antecedentes definem uma gama de alternativas disponíveis aos atores durante um ponto-chave de escolha, ou a conjuntura crítica, que se caracteriza pela seleção de uma opção específica (por exemplo, uma política, coalizão ou governo específico) entre duas ou mais alternativas. A seleção feita durante uma conjuntura crítica é "crítica" precisamente porque leva à criação de novos padrões institucionais ou estruturais que perduram ao longo do tempo. Por sua vez, a persistência institucional e estrutural desencadeia uma sequência reativa na qual os atores excluídos desafiam a configuração institucional predominante por meio de uma série de reações e contrarreações previsíveis. Essas reações, então, canalizam os desenvolvimentos até o ponto de um resultado final, que representa o legado." (p.393)
| Condições Anteriores | Clivagem ou Choque | Conjuntura Crítica | Mecanismos de Produção | Legado |
| Características diversas da economia, sociedade e política. Pode incluir o legado de conjunturas críticas anteriores. Fonte de hipóteses rivais para explicar resultados atribuídos a subsequente conjuntura crítica. | Conjuntura crítica geralmente vista como decorrente de uma clivagem social ou política fundamental: centro-periferia, igreja-estado, terra-indústria, proprietário-trabalhador. Em alguns casos, deve ser chamado de choque: crise da dívida dos anos 1980, ataque de 11 de setembro de 2001. | Episódio importante de inovação institucional que gera um legado duradouro. Exemplos: Transformação neoliberal, inovação no sistema jurídico, reestruturação das relações igreja-estado, definição de fronteiras em novos estados, criação de novas estruturas institucionais para sindicatos laborais. | Etapas através das quais o legado surge. Em alguns casos, as características da conjuntura crítica mapeiam diretamente para o legado. Em outros, sequência reativa complexa. Retornos crescentes como mecanismo causal. | Instituições duráveis e estáveis. Mecanismos de reprodução, ou seja, fontes de estabilidade que sustentam o legado. Conceitos causais relevantes incluem estrutura causal autorreplicante, congelamento, aprisionamento, rigidez e dependência de trajetória. Hipóteses rivais: “Causas constantes.” Um tipo distinto de hipótese rival. |

Fonte: adaptado e traduzido de Collier e Munck (2017), p.3.

## A origem nas décadas de 1960 e 1970
A ideia de episódios de mudança descontínua, seguidos por períodos de relativa estabilidade, foi intensamente discutida em vários campos do conhecimento nas décadas de 1960 e início de 1970. Os precedentes para essa ideia podem ser encontrados nos trabalhos de pensadores como Max Weber, na virada do século XIX para o XX, em sua análise sobre a interação cíclica entre períodos de continuidade e disjunções bruscas — inspiradas por lideranças carismáticas ou pela figura do "manobrista" — que remodelam as relações sociais estabelecidas, ou Karl Marx, com a ideia de revoluções e modos de produção como estruturas que mantém o poder de modo mais ou menos estável. 

### Mudanças de paradigma de Kuhn
A obra do filósofo da ciência Thomas Kuhn, A Estrutura das Revoluções Científicas (1962), introduziu e popularizou a ideia de mudança descontínua e seus efeitos a longo prazo. Kuhn argumentou que o progresso no conhecimento ocorre, por vezes, por meio de saltos repentinos, que ele chamou de mudanças de paradigma. Após as mudanças de paradigma científicos, os acadêmicos realizam ciência segundo esses novos conjuntos de regras e normas compartilhados, que perduram até que uma nova revolução ocorra.
Kuhn desafiou a visão convencional na filosofia da ciência da época de que o crescimento do conhecimento poderia ser entendido inteiramente como um processo de crescimento gradual e cumulativo. Stephen Jay Gould, paleontólogo, biólogo-evolucionista e historiador da ciência, escreve que "a teoria das revoluções científicas de Thomas Kuhn" foi "a obra acadêmica mais aberta e influente" a fazer uma "crítica geral ao gradualismo" no século XX. Contudo, sua extrapolação imediata para as teorias da mudança na Ciência Política e na História foram feitas de forma pouco cuidadosa e consideradas posteriormente pela literatura como inocentes.

### O modelo neoepisódico de mudança de Gellner
O filósofo e antropólogo Ernest Gellner propôs um modelo neoepisódico de mudança em 1964, que destaca a "natureza gradual da história" e a "notável descontinuidade" entre diferentes períodos históricos. Gellner contrasta o modelo neoepisódico de mudança com um modelo evolucionário que retrata "o padrão da história ocidental" como um processo de "crescimento ascendente contínuo, sustentado e principalmente endógeno".
Posteriormente, o sociólogo Michael Mann adaptou a ideia de Gellner de "'episódios' de grande transformação estrutural" e chamou tais episódios de "saltos de poder" em seu livro de 1986.

### As conjunturas críticas de Lipset e Rokkan
O sociólogo Seymour Lipset e o cientista político Stein Rokkan introduziram a ideia de conjunturas críticas e seu impacto a longo prazo nas Ciências Sociais em 1967. Posteriormente, Rokkan desenvolveu essas ideias em seu livro "Cidadãos, Eleições e Partidos" (1970).
Pouco antes, Gellner havia introduzido uma ideia semelhante. No entanto, Lipset e Rokkan ofereceram um modelo mais elaborado e uma ampla aplicação de seu modelo à Europa (veja abaixo). Embora Gellner tenha influenciado alguns sociólogos, o impacto de Lipset e Rokkan nas Ciências Sociais foi maior.

### Modelo de equilíbrio pontuado de Gould
As ideias de Kuhn influenciaram o paleontólogo Stephen Jay Gould, que introduziu a ideia de equilíbrio pontuado no campo da biologia evolutiva em 1972. O trabalho inicial de Gould sobre equilíbrio pontuado foi coautorado com Niles Eldredge.
O modelo de equilíbrio pontuado de Gould chamou a atenção para surtos episódicos de mudança evolutiva seguidos por períodos de estabilidade morfológica. Ele desafiou o modelo convencional de mudança gradual e contínua – chamado gradualismo filético. 
Tal modelo foi posteriormente adaptado para as Ciências Sociais para a análise de mudanças em políticas públicas com especial foco para a agenda de governos por Frank Baumgartner e Bryan Jones em 1993. Sem negar a relevância da literatura da biologia, o uso dessa terminologia nas Ciências Sociais tem sido criticado pela analogia incompleta existente entre os mecanismos explicativos dos processos de evolução biológica da teoria de Darwin e aqueles que explicam os processos políticos, sociais e econômicos. Para Paul Pierson, 
"A maioria dos aspectos da política carece de algo que se assemelhe ao mecanismo de seleção natural que impulsiona a teoria darwiniana (as relações internacionais e certas características dos sistemas eleitorais constituem exceções importantes). Além disso, construções sociais de normas e instituições formais não têm análogo real na teoria evolucionista. Essas construções, no entanto, são características cruciais da política e, como veremos, são um elemento crítico em processos sociais sujeitos a retornos crescentes."(p.4).

## Conjuntura crítica nas Ciências Sociais
Desde seu inicio na década de 1960, a pesquisa sobre conjunturas críticas tem se concentrado, em parte, no desenvolvimento de um arcabouço teórico, que evoluiu ao longo do tempo.
Segundo Collier e Munck, dois dos autores mais proeminentes a empreenderem o desenvolvimento do conceito nas últimas décadas, de modo sintético, a base para o conceito de "conjuntura crítica" foi lançada por Lipset e Rokkan(1967, pp.3, 50-53), que também apresentaram a ideia de "estrutura de clivagem" e noções preliminares de "congelamento" e "entrincheiramento" dos resultados gerados por essas conjunturas. Posteriormente, Stinchcombe (1968, pp.101-25) contribuiu ao detalhar a estrutura causal específica responsável pela reprodução de resultados ao longo do tempo: um "ciclo causal autorreplicante". A ideia de "dependência da trajetória" foi introduzida por David (1985), sendo complementada por ele mesmo e por Arthur (1989; 1994) com o conceito mais particular de "retornos crescentes", que explica como escolhas passadas podem se fixar. North (1990), por sua vez, conectou o conceito de "dependência da trajetória" ao estudo das instituições e seus processos de mudança. Por fim, Collier e Collier (1991) ofereceram uma síntese abrangente, integrando elementos como "condições antecedentes", "clivagem ou crise", a própria "conjuntura crítica", "consequências" e o "legado histórico".
Ao mesmo tempo, alguns pesquisadores utilizam a ideia cognata de equilíbrio pontuado, extraída de pesquisas em biologia evolutiva iniciadas por Eldredge e Gould (1972) e extensivamente desenvolvidas por Gould (2007, 2022). Krasner (1984; 1988) desempenhou um papel central na introdução dessas ideias na Ciência Política. Outros pesquisadores utilizam o que Gellner (1964, pp. 42-49) chama de modelo neoepisódico de mudança. Essas diversas estruturas compartilham algumas ideias centrais. Estudos sobre história do conhecimento continuaram a utilizar o termo "mudança de paradigma".

### Décadas de 1960 e 1970
As principais ideias na pesquisa sobre momentos críticos foram inicialmente introduzidas na década de 1960 e início da década de 1970 por Seymour Lipset, Stein Rokkan e Arthur Stinchcombe.

#### Conjunturas e legados críticos
Seymour Lipset e Stein Rokkan (1967) e Rokkan (1970) introduziram a ideia de que grandes mudanças descontínuas, como a Reforma, a construção de nações e a Revolução Industrial, refletiam conflitos organizados em torno de clivagens sociais, como as clivagens centro-periferia, Estado-Igreja, terra-indústria e proprietário-trabalhador. Por sua vez, essas grandes mudanças descontínuas podem ser vistas como momentos críticos porque geraram resultados sociais que subsequentemente permaneceram "congelados" por longos períodos de tempo.
Em termos mais gerais, o modelo de Lipset e Rokkan possui três componentes:
(1) Clivagem. Conflitos fortes e duradouros que polarizam um sistema político. Quatro dessas clivagens foram identificadas:
- A clivagem centro-periferia, um conflito entre uma cultura central de construção da nação e populações sujeitas etnicamente e linguisticamente distintas nas periferias.
- A clivagem Estado-Igreja, um conflito entre as aspirações de um Estado-nação e da Igreja
- A clivagem terra-indústria, um conflito entre interesses fundiários e empreendedores comerciais/industriais.
- A clivagem trabalhador-empregador, um conflito entre proprietários e trabalhadores.

(2) Conjuntura crítica. Mudanças radicais em relação a essas clivagens ocorrem em determinados momentos.
(3) Legado. Uma vez que essas mudanças ocorrem, seus efeitos perduram por algum tempo.
Rokkan (1970) acrescentou dois pontos a essas ideias. Conjunturas críticas podem colocar os países em caminhos divergentes ou convergentes. Conjunturas críticas podem ser "sequenciais", de modo que uma nova conjuntura crítica não apaga totalmente os legados de uma conjuntura crítica anterior, mas sim modifica esse legado anterior.

#### A reprodução de legados por meio de laços causais autorreplicantes
Arthur Stinchcombe (1968) preencheu uma lacuna fundamental no modelo de Lipset e Rokkan. Lipset e Rokkan argumentaram que conjunturas críticas produziam legados, mas não explicaram como o efeito de uma conjuntura crítica poderia perdurar por um longo período.
Stinchcombe elaborou a ideia de causas históricas (como conjunturas críticas) como um tipo distinto de causa que gera um "laço causal autorreplicante". Stinchcombe explicou que a característica distintiva desse ciclo é que "um efeito criado por causas em algum período anterior torna-se uma causa desse mesmo efeito em períodos subsequentes". Esse ciclo foi representado graficamente por Stinchcombe da seguinte forma:
X t1 ––> Y t2 ––> D t3 ––> Y t4 ––> D t5 ––> Y t6
Stinchcombe argumentou que a causa (X) que explica a adoção inicial de alguma característica social (Y) não era a mesma que explica a persistência dessa característica. A persistência é explicada pelo efeito repetido de Y sobre D e de D sobre Y.

### Décadas de 1980 e 1990
Contribuições adicionais foram feitas nas décadas de 1980 e início da década de 1990 por vários cientistas políticos e economistas.

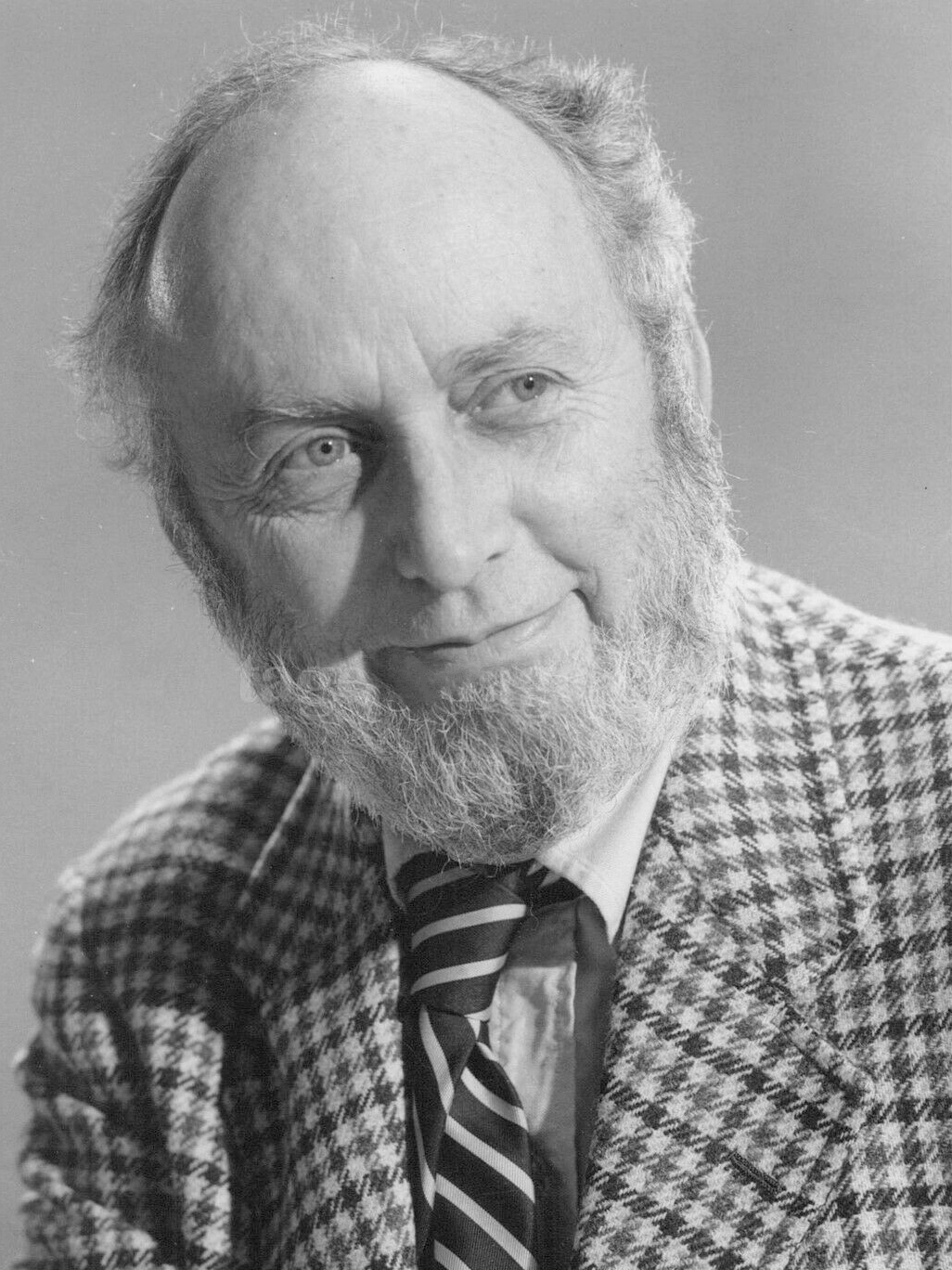
Douglass North, autor de Instituições, Mudança Institucional e Desempenho Econômico e ganhador do Prêmio Nobel de Economia

#### Dependência de trajetória e instituições
Paul A. David e W. Brian Arthur, dois economistas, introduziram e elaboraram o conceito de dependência de trajetória, a ideia de que eventos e decisões passados afetam as opções presentes e que alguns resultados podem persistir devido à operação de um ciclo de feedback autorreforçador. Essa ideia de um ciclo de retroalimentação autorreforçador assemelha-se à de um ciclo causal autorreplicante, apresentada anteriormente por Stinchcombe. No entanto, repercutiu entre os economistas e levou a um crescente reconhecimento na economia de que "a história importa".
O trabalho de Stephen Krasner em Ciência Política se baseou no trabalho de Arthur e conectou a ideia de dependência de trajetória ao estudo das instituições políticas.
Douglass North, economista e laureado com o prêmio Nobel, aplicou a ideia de dependência da trajetória às instituições, que ele definiu como "as regras do jogo em uma sociedade", e chamou a atenção para a persistência das instituições.

#### Uma síntese
Como apontado anteriormente, os cientistas políticos Ruth Berins Collier e David Collier, em Moldando a Arena Política (1991), forneceram uma síntese de muitas ideias introduzidas entre as décadas de 1960 e 1990, na forma do "modelo de cinco etapas" e possibilitaram novo avanço na reflexão teórica sobre o tema.

### Décadas de 2000 e 2010
Após um período de consolidação da estrutura de conjunturas críticas, poucos novos desenvolvimentos ocorreram na década de 1990. No entanto, desde cerca de 2000, várias novas ideias foram propostas e muitos aspetos do enquadramento das conjunturas críticas são objeto de debate.

#### Conjunturas críticas e mudança incremental
Uma nova questão importante no estudo da mudança é o papel relativo das conjunturas críticas e da mudança incremental. Por um lado, os dois tipos de mudança são por vezes nitidamente contrapostos. Kathleen Thelen enfatiza padrões mais graduais e cumulativos de evolução institucional e afirma que "o aparato conceitual da dependência de trajetória pode nem sempre oferecer uma imagem realista de desenvolvimento". Por outro lado, a dependência de trajetória, tal como conceptualizada por Paul David, não é determinística e deixa espaço para mudanças políticas e inovação institucional.

#### Conjunturas críticas e contingência
Einar Berntzen aponta outro debate: "Alguns estudiosos enfatizam a contingência histórica das escolhas feitas pelos atores políticos durante a conjuntura crítica". Por exemplo, Michael Bernhard escreve que as conjunturas críticas "são períodos em que as restrições da estrutura enfraqueceram e os atores políticos ganharam autonomia aprimorada para reestruturar, derrubar e substituir sistemas ou subsistemas críticos".
No entanto, Berntzen sustenta que "outros estudiosos criticaram o foco na agência e na contingência como fatores causais chave na seleção do caminho institucional durante as conjunturas críticas" e "argumentam que um foco nas condições antecedentes das conjunturas críticas é analiticamente mais útil". Por exemplo, Dan Slater e Erica Simmons dão grande ênfase às condições antecedentes.

#### Legados e dependência de trajetória
O uso do conceito de dependência de trajetória no estudo das conjunturas críticas tem sido fonte de algum debate. Por um lado, James Mahoney argumenta que "a dependência de trajetória caracteriza especificamente aquelas sequências históricas em que eventos contingentes colocam em movimento padrões institucionais ou cadeias de eventos que possuem propriedades determinísticas" e que existem dois tipos de dependência de trajetória: "sequências autorreforçadoras" e "sequências reativas". Por outro lado, Kathleen Thelen e outros criticam a ideia do determinismo da dependência de trajetória, e Jörg Sydow, Georg Schreyögg e Jochen Koch questionam a ideia de sequências reativas como um tipo de dependência de trajetória.

#### Dependência de trajetória institucional e comportamental
O estudo das conjunturas críticas tem sido comumente visto como envolvendo uma mudança nas instituições. No entanto, muitos trabalhos ampliam o escopo da pesquisa das conjunturas críticas focando nas mudanças na cultura. Avidit Acharya, Matthew Blackwell e Maya Sen afirmam que a persistência de um legado pode ser "reforçada tanto por instituições formais, como as leis Jim Crow nos Estados Unidos (um processo conhecido como dependência de trajetória institucional), quanto por instituições informais, como a socialização familiar e as normas comunitárias (um processo que chamamos de dependência de trajetória comportamental)."

## Aplicações substantivas nas Ciências Sociais

### Tópicos e processos
A abordagem da conjuntura crítica tem sido utilizada no estudo de diversos campos de pesquisa: formação do Estado, regimes políticos, mudança de regime e democracia, sistema partidário, políticas públicas, desempenho governamental e desenvolvimento econômico.

Além disso, muitos processos e eventos foram identificados como conjunturas críticas.

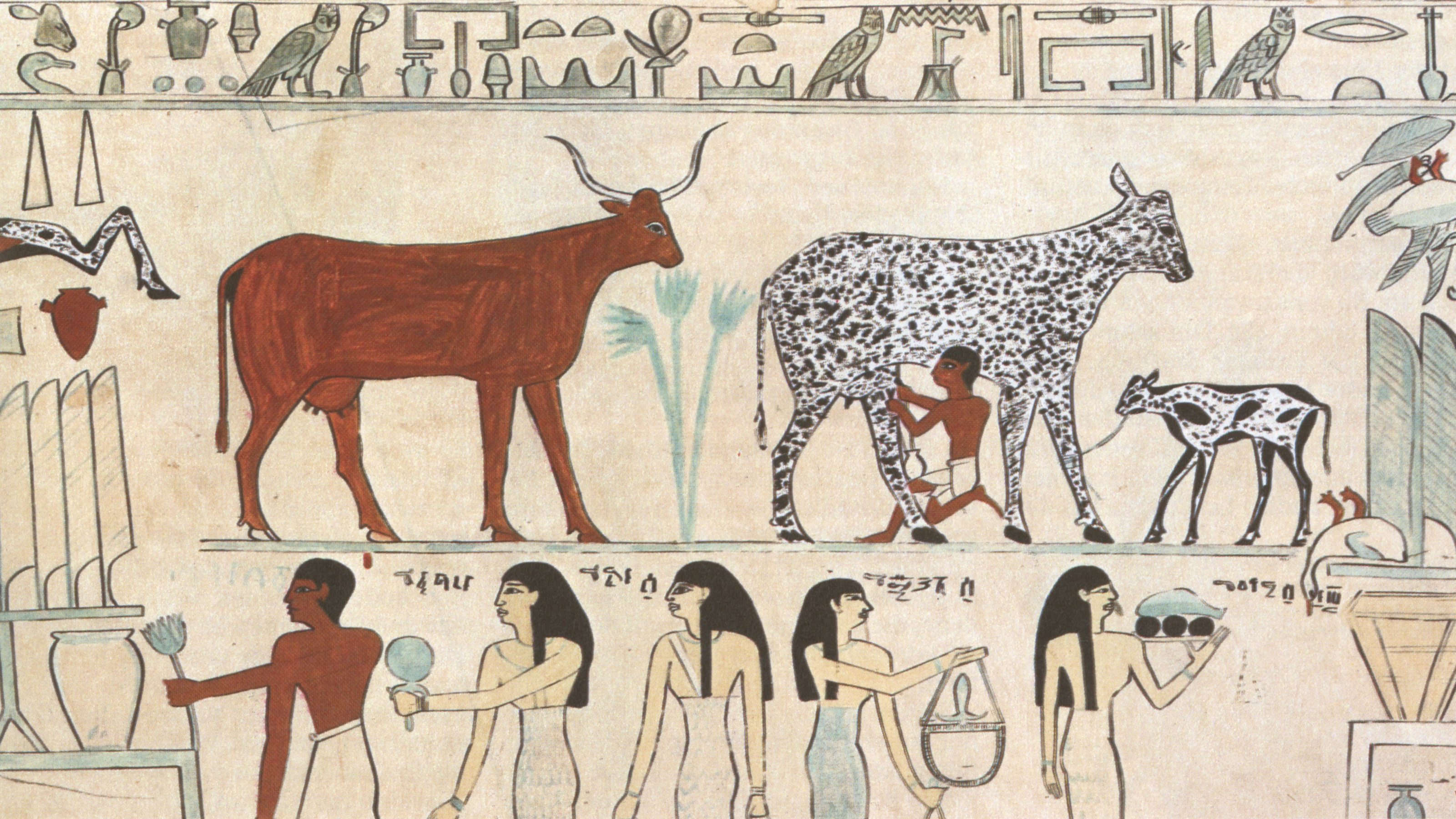
A domesticação de animais é comumente tratada como um ponto de virada na história mundial. A imagem retrata uma pintura hieroglífica egípcia mostrando um exemplo antigo de um animal domesticado.

#### Saltos de poder anteriores a 1760
Michael Mann, em "As Fontes do Poder Social", identifica uma série de "saltos de poder" na história mundial anteriores a 1760 — a ideia de saltos de poder é semelhante à de uma conjuntura crítica. Alguns dos exemplos de saltos de poder identificados por Mann são:
- A domesticação de animais e o desenvolvimento da agricultura
- Códigos de leis em forma escrita
- A revolução militar
- O uso de hoplitas e falanges na guerra

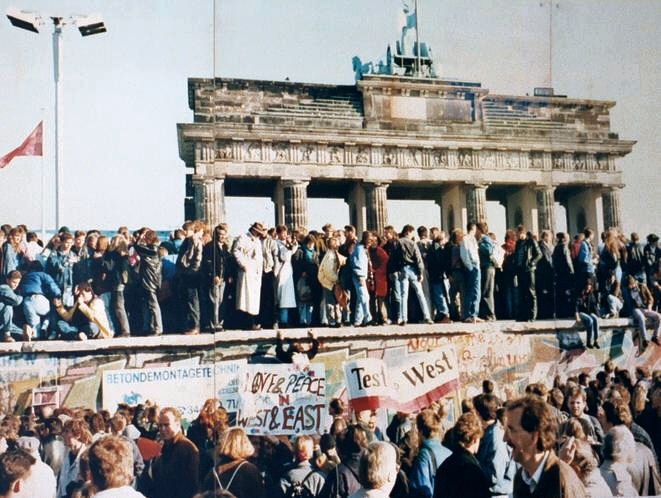
O fim da Guerra Fria em 1989 é um entre muitos pontos de virada estudados como um momento crítico.

- A criação da pólis
- A difusão da alfabetização
- A formação dos Estados modernosO fim da Guerra Fria em 1989 é um entre muitos pontos de virada estudados como um momento crítico.

#### Conjunturas críticas da era moderna
Alguns dos processos da era moderna comumente vistos como conjunturas críticas nas ciências sociais são:
- Formação do Estado[49][50][51][52]
- A Revolução Industrial[16]
- Revoluções políticas e sociais, como a Revolução Gloriosa de 1688[53], a Revolução Francesa de 1789[16][53] e a Revolução Russa de 1917[16].
- Guerras, como a Primeira e a Segunda Guerra Mundial[54].
- Colonialismo[55][56][57][58] e descolonização[59].
- O fim da escravidão[47].
- Transições para a política de massas[3][60].
- Transições para a democracia[48].
- Os Trinta Gloriosos - os 30 anos de 1945 a 1975 na Europa[61].
- A transição para o neoliberalismo nas décadas de 1980 e 1990[62].
- O fim da Guerra Fria em 1989[54].

Uma discussão considerável se concentrou na possibilidade de que a pandemia da COVID-19 seja um momento crítico.

### Exemplos de pesquisa
O livro de Barrington Moore Jr., "Origens sociais da ditadura e da democracia: senhor e camponês na construção do mundo moderno" (1966), argumenta que as revoluções (os momentos críticos) ocorreram de maneiras diferentes (revoluções burguesas, revoluções de cima e revoluções de baixo) e que essa diferença levou a regimes políticos contrastantes no longo prazo (o legado) — democracia, fascismo e comunismo, respectivamente.Em contraste com a visão unilinear da evolução comum na década de 1960, Moore demonstrou que os países seguiram múltiplos caminhos para a modernidade.
Em "Moldando a Arena Política: Conjunturas Críticas, o Movimento Trabalhista e a Dinâmica do Regime na América Latina", de Collier e Collier (1991), comparam-se "oito países latino-americanos" para argumentar que os períodos de incorporação trabalhista foram momentos críticos que colocaram os países em caminhos distintos de desenvolvimento, com consequências importantes para a cristalização de certos partidos e sistemas partidários na arena eleitoral. A forma como os atores estatais incorporaram os movimentos trabalhistas foi condicionada pela força política da oligarquia, a condição antecedente em sua análise. Diferentes políticas voltadas para o trabalho levaram a quatro tipos específicos de incorporação trabalhista: incorporação estatal (Brasil e Chile), populismo radical (México e Venezuela), populismo trabalhista (Peru e Argentina) e mobilização eleitoral por um partido tradicional (Uruguai e Colômbia). Esses diferentes padrões desencadearam reações e contrarreações contrastantes após a incorporação trabalhista. Eventualmente, por meio de um conjunto complexo de etapas intermediárias, regimes partidários relativamente duradouros foram estabelecidos em todos os oito países: sistemas polarizadores multipartidários (Brasil e Chile), sistemas partidários integrativos (México e Venezuela), sistemas partidários estagnados (Peru e Argentina) e sistemas marcados por estabilidade eleitoral e conflito social (Uruguai e Colômbia).
"Após a Vitória: Instituições, Restrição Estratégica e a Reconstrução da Ordem Após Grandes Guerras" (2001), de John Ikenberry, compara os acordos pós-guerra após grandes guerras – após as Guerras Napoleônicas em 1815, as guerras mundiais em 1919 e 1945 e o fim da Guerra Fria em 1989. Argumenta que "a ordem internacional surgiu e desapareceu, ascendeu e decaiu ao longo de eras históricas" e que os "grandes momentos de construção da ordem ocorrem após as grandes guerras – 1648, 1713, 1815, 1919, 1945 e 1989". Em essência, as conferências de paz e os acordos de paz estabelecem "instituições e arranjos para a ordem pós-guerra". Ikenberry também demonstra que "o caráter real da ordem internacional variou ao longo das eras e dos momentos de sua construção" e que "as variações se manifestaram em múltiplas dimensões: escopo geográfico, lógica organizacional, regras e instituições, hierarquia e liderança, e a maneira e o grau em que a coerção e o consentimento sustentam a ordem resultante".
Seymour Martin Lipset, em O Século Democrático (2004), aborda a questão de por que a América do Norte desenvolveu democracias estáveis e a América Latina não. Ele sustenta que a razão reside na variação dos padrões iniciais de colonização, do processo subsequente de incorporação econômica das novas colônias e das guerras de independência. As histórias divergentes da Grã-Bretanha e da Península Ibérica são vistas como criadoras de diferentes legados culturais que afetaram as perspectivas da democracia. Um argumento semelhante é apresentado por James A. Robinson.
Por Que as Nações Fracassam: As Origens do Poder, da Prosperidade e da Pobreza (2012), de Daron Acemoglu e James A. Robinson, baseia-se na ideia de conjunturas críticas. Uma tese fundamental deste livro é que, em momentos críticos (como a Revolução Gloriosa de 1688 na Inglaterra), os países começam a evoluir por caminhos diferentes. Países que adotam instituições políticas e econômicas inclusivas tornam-se democracias prósperas. Países que adotam instituições políticas e econômicas extrativistas não conseguem se desenvolver política e economicamente.

### Debates em pesquisa
A pesquisa sobre conjunturas críticas normalmente contrasta um argumento sobre as origens históricas de algum resultado com uma explicação baseada em fatores temporalmente próximos. No entanto, pesquisadores têm se envolvido em debates sobre qual evento histórico deve ser considerado uma conjuntura crítica.

#### A ascensão do Ocidente
Um debate fundamental na pesquisa sobre conjunturas críticas diz respeito ao ponto de virada que levou à ascensão do Ocidente.
- Jared Diamond, em "Armas, Germes e Aço" (1997)[69], argumenta que o desenvolvimento que remonta a cerca de 11.000 a.C. explica por que avanços importantes foram feitos no Ocidente e não em alguma outra região do mundo.
- Michael Mitterauer, em "Por que a Europa? As Origens Medievais de seu Caminho Especial" (2010), traça a ascensão do Ocidente aos desenvolvimentos na Idade Média[70].Um trabalho relacionado, que comparou a Europa ao Oriente Médio[71].
- Daron Acemoglu e James A. Robinson, em Por que as Nações Fracassam: As Origens do Poder, da Prosperidade e da Pobreza (2012)[53] e O Corredor Estreito. Estados, Sociedades e o Destino da Liberdade (2019)[72], argumentam que um momento crítico durante o início da era moderna foi o que colocou o Ocidente em seu caminho distinto.